# Best of Bee Gees (EP2)

## Közreműködők
- Barry Gibb – ének, gitár
- Maurice Gibb – ének,  gitár, zongora, basszusgitár
- Colin Petersen – dob
- stúdiózenészek
- Vince Melouney – gitár

## A lemez dalai
- Massachusetts  (Barry, Robin és Maurice Gibb) (1967), mono 2:19, ének: Barry Gibb, Robin Gibb
- World  (Barry, Robin és Maurice Gibb) (1967), mono 3:20, ének: Barry Gibb, Robin Gibb
- Words  (Barry, Robin és Maurice Gibb) (1967), mono 3:13, ének: Barry Gibb
- Holiday (Barry és Robin Gibb) (1967), mono 2:53, ének: Robin Gibb, Barry Gibb